# Silnik rzędowy

Schemat kinematyczny silnika rzędowego

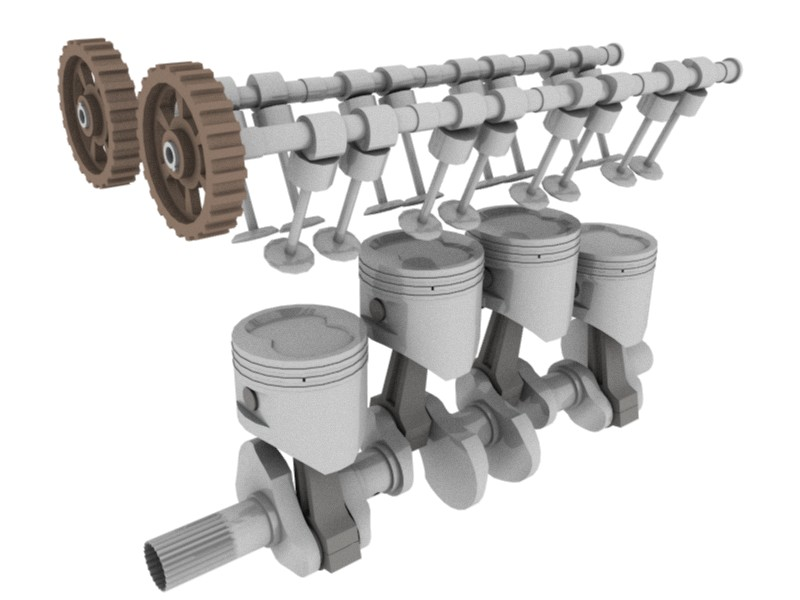
Elementy ruchome silnika rzędowego

Silnik rzędowy – silnik spalinowy wielocylindrowy, w którym cylindry usytuowane są w jednym lub kilku rzędach. Silniki takie stosowane są głównie w motoryzacji, do napędu samochodów i motocykli. Silniki rzędowe oznacza się w Polsce Rx – gdzie x oznacza liczbę cylindrów. W praktyce spotyka się:
- R2 – taki układ miał silnik stosowany w polskim Fiacie 126p, jest także stosowany w niektórych modelach Fiata (najpierw Fiat 500),
- R3 – układ znany m.in. z silnika stosowanego w samochodach: Syrena, Daewoo Tico czy Škoda Fabia i Volkswagen Polo IV,
- R4 – najpopularniejszy typ silnika rzędowego stosowany przez wielu producentów. Silnik używany także w tankietce Tančik vz.33,
- R5 – silniki pięciocylindrowe rzędowe stosowane m.in. przez: Volvo, Lancia, Ford, Volkswagen np.: LT 35, bardzo często Audi i dawniej Mercedes-Benz,
- R6 – silniki sześciocylindrowe rzędowe stosuje m.in. Volvo, BMW, dawniej Mercedes-Benz i Opel[2],
- R8 – silniki ośmiocylindrowe rzędowe stosowano głównie przed II wojną światową, niekiedy były to jednostki powstałe z połączenia szeregowego dwóch silników R4.

Przy silnikach z większą liczbą cylindrów rzadko stosuje się układ rzędowy z uwagi na dużą długość silnika, częściej występuje układ widlasty. Cylindry w silnikach rzędowych mogą być usytuowane pionowo, poziomo lub ukośnie.
Silniki czterosuwowe rzędowe posiadające 6 cylindrów (i więcej) mają pełne wyrównoważenie od sił I i II rzędu i z tego powodu są chętnie stosowane jako źródło napędu samochodów ciężarowych. Silniki 4-cylindrowe mają wyrównoważenie częściowe, natomiast w silnikach 3-cylindrowych stosuje się wałek wyrównoważający celem zmniejszenia poziomu drgań.
Jako silniki rzędowe, zwłaszcza w lotnictwie, określa się także silniki widlaste, silniki w układzie W i w układzie X czy układzie H (w odróżnieniu od silników gwiazdowych).